# Sofia Talvik
 (mai 2017).
Sofia Talvik (née le 24 novembre 1978 à Göteborg) est une musicienne et auteur-compositeur suédoise.

## Discographie

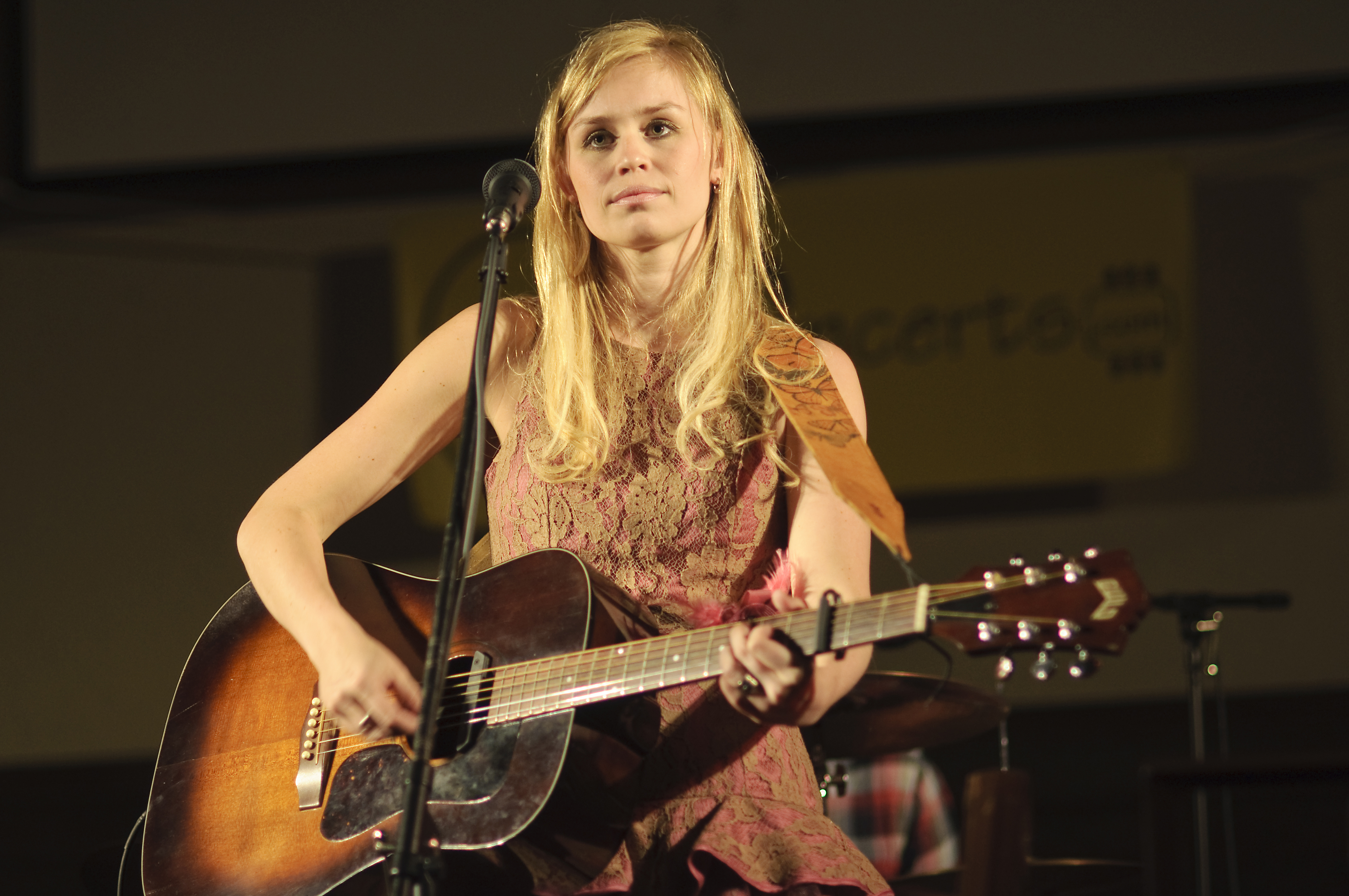
Sofia Talvik en 2010

### Albums
- 2005 - Blue Moon
- 2007 - Street of Dreams
- 2007 - Street of Dremix
- 2008 - Jonestown
- 2010 - Florida
- 2010 - Florida Acoustic
- 2012 - The Owls Are Not What They Seem
- 2013 - Drivin' & Dreaming LIVE
- 2015 - Big Sky Country

### EP
- Février 2011 - L
- Juin 2011 - O
- Septembre 2011 - V
- Novembre 2011 - E
- Mars 2014 - Folk